# Сан-Жорже-де-Арройюш
Сан-Жорже-де-Арройюш (порт. São Jorge de Arroios; МФА: [ˈsɐ̃w ˈʒoɾ.ʒɨ dɨ a.ˈʁoj.uʃ]) — парафія в Португалії, у муніципалітеті Лісабон. Розташована в західній частині країни, на теренах історичної португальської провінції Ештремадура. Входить до складу округу Лісабон. За адміністративним поділом, чинним до 1976 року, терени парафії були складовою провінції Ештремадура. Належить до Лісабонського патріархату Католицької церкви. Патрон — святий Георгій. Площа — 1,1586 км². Населення — 18415 ос. (2011). Сильно урбанізований регіон. Густота населення — 15 894,18 осіб/км²
. Код — 110644.

## Географія

Райони Лісабона
Зони Лісабона
Арройюш

## Населення
| Кількість мешканців | Кількість мешканців | Кількість мешканців | Кількість мешканців | Кількість мешканців | Кількість мешканців | Кількість мешканців | Кількість мешканців | Кількість мешканців | Кількість мешканців | Кількість мешканців | Кількість мешканців | Кількість мешканців | Кількість мешканців | Кількість мешканців |
| ------------------- | ------------------- | ------------------- | ------------------- | ------------------- | ------------------- | ------------------- | ------------------- | ------------------- | ------------------- | ------------------- | ------------------- | ------------------- | ------------------- | ------------------- |
| 1864                | 1878                | 1890                | 1900                | 1911                | 1920                | 1930                | 1940                | 1950                | 1960                | 1970                | 1981                | 1991                | 2001                | 2011                |
| 1 863               | 2 601               | 7 092               | 12 072              | 21 398              | 26 105              | 34 103              | 49 498              | 71 104              | 46 506              | 32 306              | 33 610              | 23 051              | 17 404              | 18 415              |